# Henrik Ingebrigtsen
Pour les articles homonymes, voir Ingebrigtsen.
Henrik Ingebrigtsen (né le 24 février 1991 à Sandnes) est un athlète norvégien, spécialiste du 1 500 mètres. Il est le frère de Filip et Jakob Ingebrigtsen, également coureurs de demi-fond.

## Biographie
Il remporte la médaille d'or du 1 500 m lors des Championnats d'Europe 2012 d'Helsinki, devançant au sprint le Français Florian Carvalho et l'Espagnol David Bustos, dans le temps de 3 min 46 s 20, au terme d'une course tactique.
Le 9 juillet 2016, Ingebrigtsen remporte la médaille de bronze du 1 500 m des Championnats d'Europe d'Amsterdam en 3 min 47 s 18, devancé par son petit frère Filip Ingebrigtsen (3 min 46 s 65) et l'Espagnol David Bustos (3 min 46 s 90).
Le 10 août 2018, Henrik Ingebrigtsen termine 4e de la finale du 1 500 m des championnats d'Europe de Berlin. Son second frère, Jakob, remporte à 17 ans et 324 jours la médaille d'or. Le lendemain, Jakob réalise le doublé sur 5 000 m, Henrik prenant la médaille d'argent derrière son frère.
Il se classe 13e des championnats du monde 2019 à Doha sur 5 000 m.

## Vie privée
Sur le plan extra-sportif, Henrik est le héros depuis 2016, au côté de ses frères Filip Ingebrigtsen et Jakob et du reste de sa famille, d'une émission de télé-réalité norvégienne sur NRK TV: Team Ingebrigtsen. Cette émission met en scène le quotidien de la famille Ingebrigsten au travers de 14 épisodes.
Il est marié depuis avril 2018 à sa compagne de longue date Liva Eie Børkja et a une fille, Olivia, née en décembre 2016. Le couple attend un deuxième enfant pour la fin 2018 ou le début 2019.

## Palmarès
| Date | Compétition                            | Lieu       | Résultat | Épreuve | Temps          |
| ---- | -------------------------------------- | ---------- | -------- | ------- | -------------- |
| 2012 | Championnats d'Europe                  | Helsinki   | 1er      | 1 500 m | 3 min 46 s 20  |
| 2012 | Jeux olympiques                        | Londres    | 5e       | 1 500 m | 3 min 35 s 43  |
| 2012 | Championnats d'Europe de cross-country | Szentendre | 1er      | Espoirs | 24 min 30 s    |
| 2013 | Championnats d'Europe en salle         | Göteborg   | 11e      | 3 000 m | 8 min 2 s 45   |
| 2013 | Championnats d'Europe espoirs          | Tampere    | 1er      | 5 000 m | 14 min 19 s 39 |
| 2013 | Championnats du monde                  | Moscou     | 8e       | 1 500 m | 3 min 37 s 52  |
| 2014 | Championnats d'Europe par équipes      | Tallinn    | 1re      | 3 000 m | 8 min 16 s 00  |
| 2014 | Championnats d'Europe                  | Zurich     | 2e       | 1 500 m | 3 min 46 s 10  |
| 2015 | Championnats d'Europe en salle         | Prague     | 6e       | 1 500 m | 3 min 39 s 70  |
| 2015 | Championnats d'Europe en salle         | Prague     | 3e       | 3 000 m | 7 min 45 s 54  |
| 2016 | Championnats d'Europe                  | Amsterdam  | 3e       | 1 500 m | 3 min 47 s 18  |
| 2016 | Championnats d'Europe                  | Amsterdam  | 4e       | 5 000 m | 13 min 40 s 86 |
| 2017 | Championnats d'Europe en salle         | Belgrade   | 2e       | 3 000 m | 8 min 00 s 96  |
| 2017 | Championnats d'Europe de cross-country | Samorin    | 11e      | cross   | 30 min 19 s    |
| 2018 | Championnats d'Europe                  | Berlin     | 4e       | 1 500 m | 3 min 38 s 50  |
| 2018 | Championnats d'Europe                  | Berlin     | 2e       | 5 000 m | 13 min 18 s 75 |
| 2018 | Coupe continentale                     | Ostrava    | 3e       | 3 000 m | 7 min 58 s 85  |
| 2019 | Championnats d'Europe en salle         | Glasgow    | 3e       | 3 000 m | 7 min 59 s 19  |
| 2019 | Championnats du monde                  | Doha       | 13e      | 5 000 m | 13 min 36 s 25 |

## Records
| Épreuve              | Épreuve   | Temps              | Lieu           | Date            |
| -------------------- | --------- | ------------------ | -------------- | --------------- |
| 800 m                | Plein air | 1 min 48 s 09      | Tønsberg       | 24 mai 2014     |
| 800 m                | En salle  | 1 min 49 s 62      | Vienne         | 31 janvier 2012 |
| 1 500 m              | Plein air | 3 min 31 s 46      | Monaco         | 18 juillet 2014 |
| 1 500 m              | En salle  | 3 min 39 s 70      | Prague         | 8 mars 2015     |
| Mile                 | Plein air | 3 min 50 s 72      | Oslo           | 11 juin 2014    |
| 2 000 m              | Plein air | 4 min 53 s 72      | Oslo           | 11 juin 2020    |
| 3 000 m              | Plein air | 7 min 36 s 85      | Oslo           | 13 juin 2019    |
| 3 000 m              | En salle  | 7 min 45 s 54 (NR) | Prague         | 7 mars 2015     |
| 2 Mile               | Plein air | 8 min 22 s 31 (NR) | Eugene         | 25 mai 2018     |
| 5 000 m              | Plein air | 13 min 15 s 38     | Heusden-Zolder | 20 juillet 2019 |
| 10 000 m             | Plein air | 28 min 20 s 39     | Oslo           | 13 avril 2022   |
| 2 000 mètres steeple | Plein air | 5 min 41 s 03      | Bærum          | 29 août 2009    |
| 3 000 mètres steeple | Plein air | 8 min 52 s 56      | Vaasa          | 23 août 2009    |
| 10 km                | Route     | 28 min 41 s        | Hole           | 20 octobre 2018 |